# Тонконіг болотний
Тонконіг болотний, тонконіг болотяний (Poa palustris L.) — вид рослин з роду тонконіг (Poa) родини тонконогових (Poaceae).

## Загальна біоморфологічна характеристика

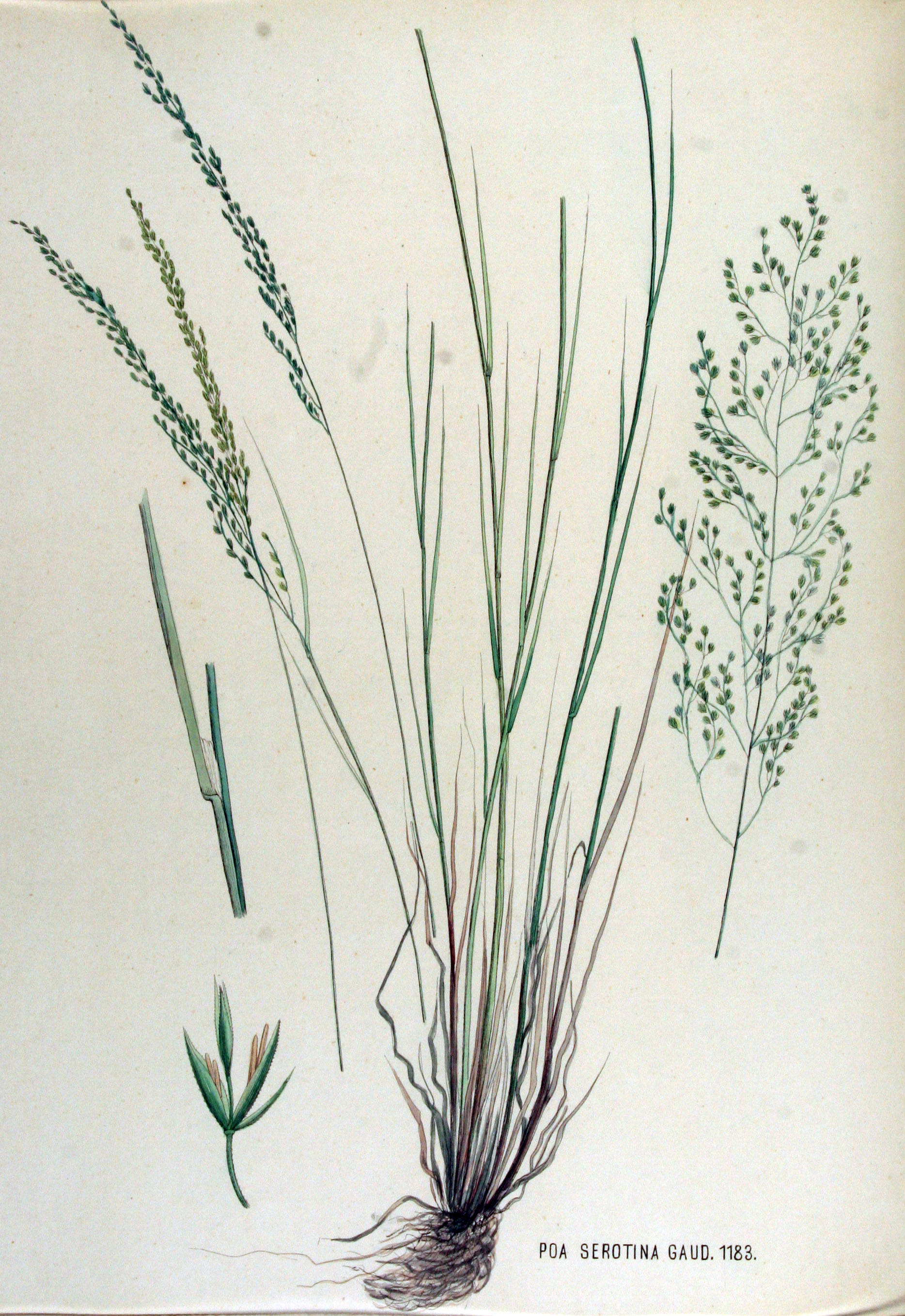
Ілюстрація тонконога болотного у книзі Яна Копса «Flora Batava», Volume 15 (1877)

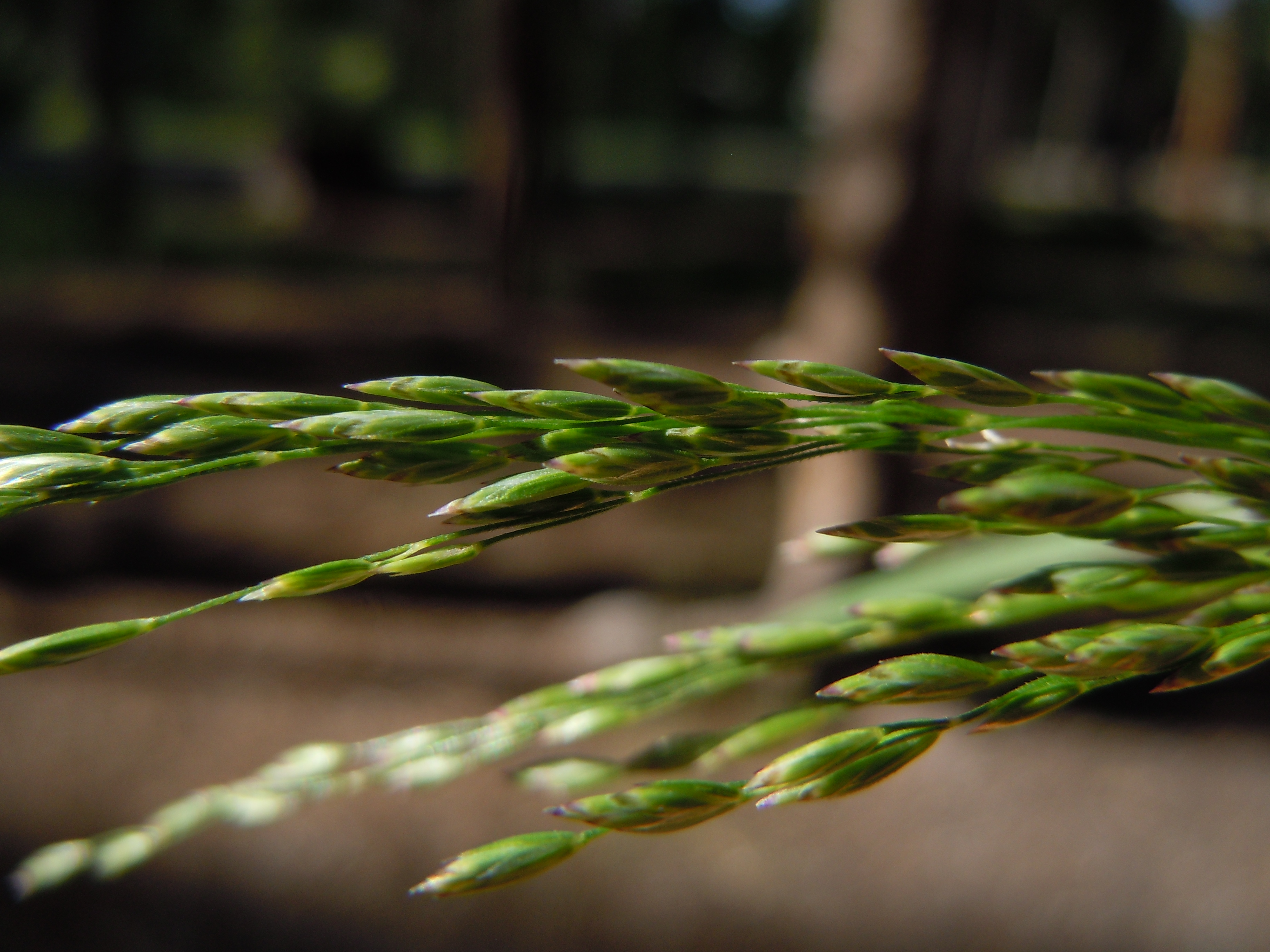
Колос тонконога болотного

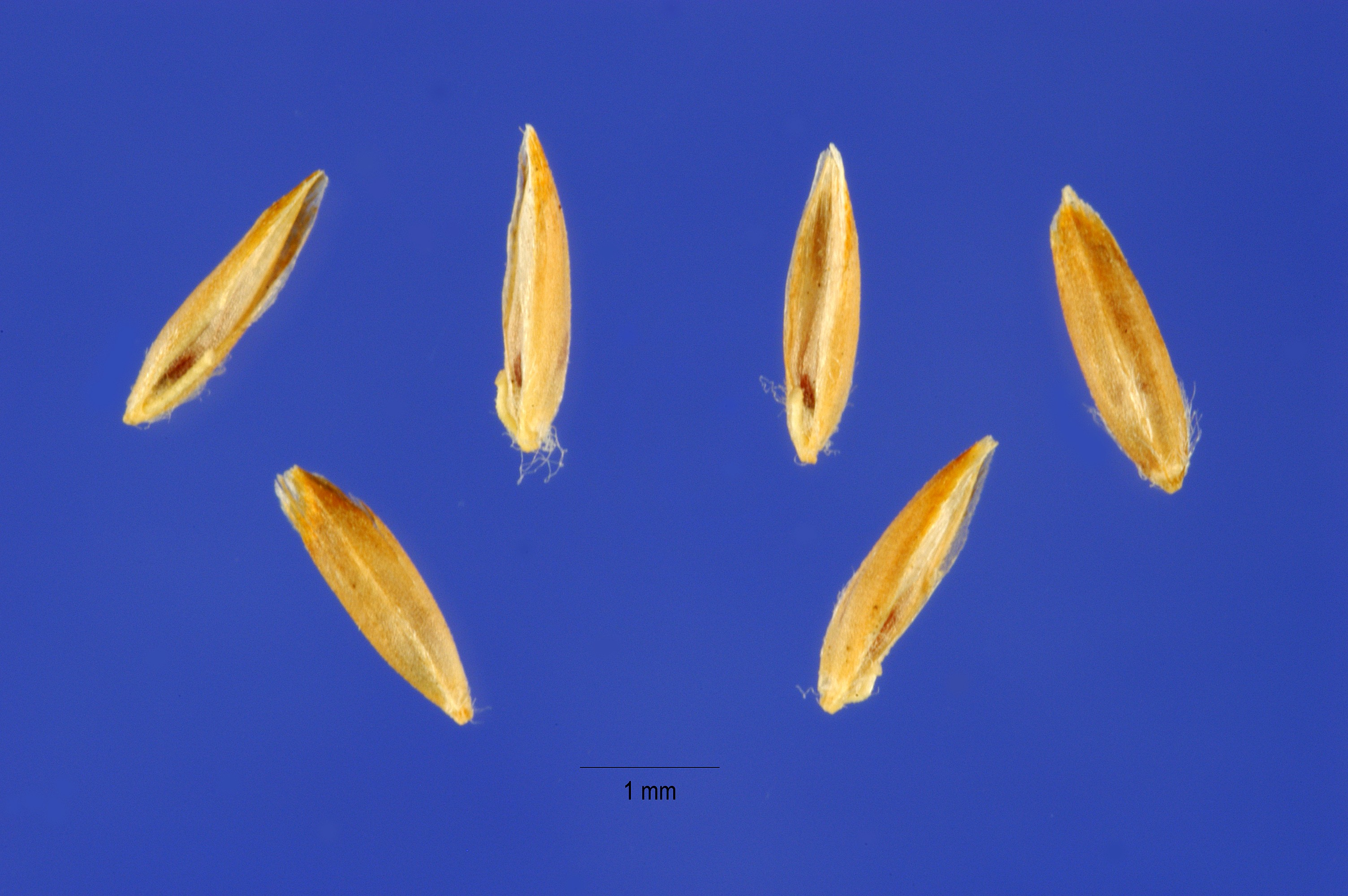
Насіння тонконога болотного

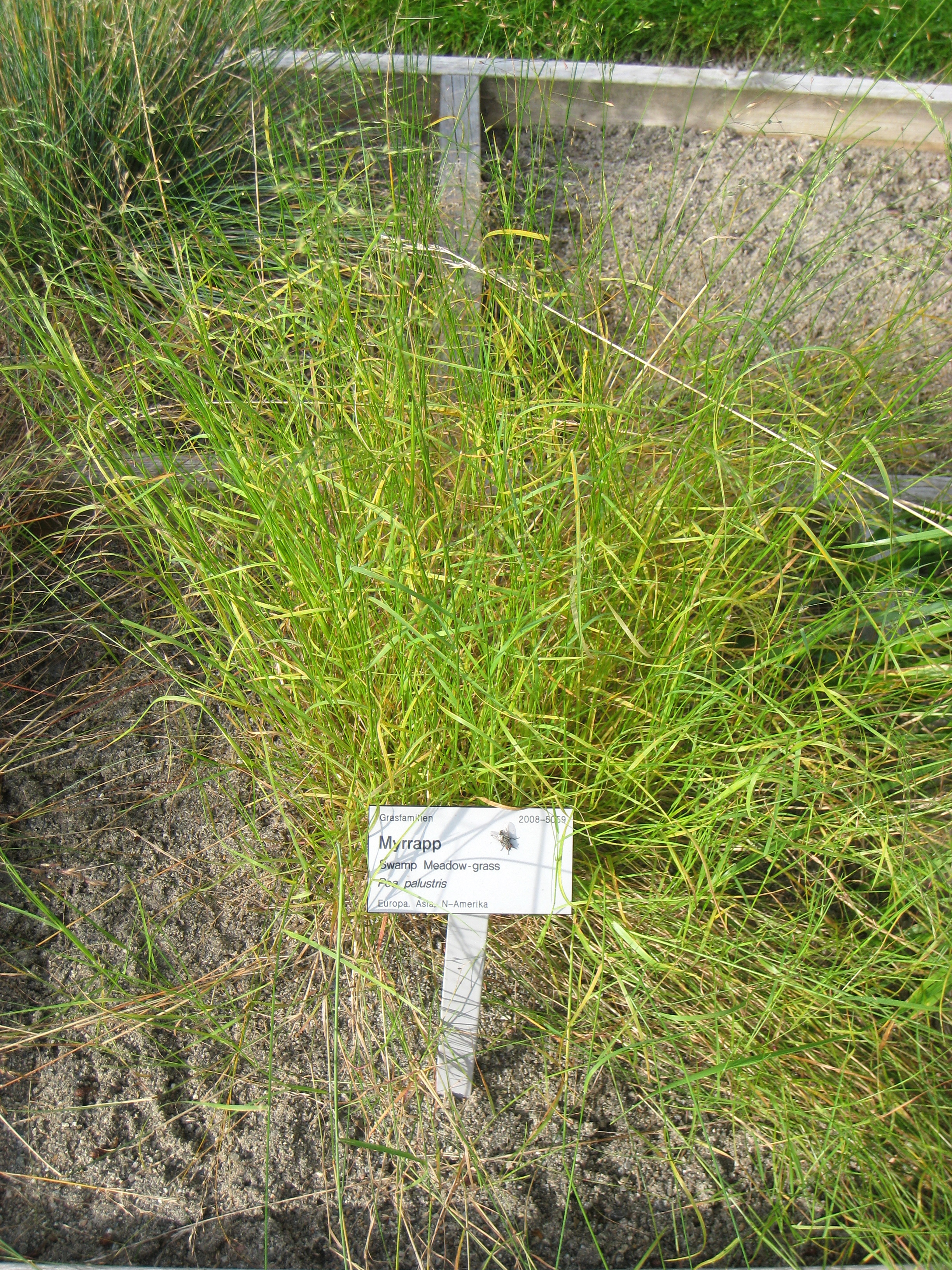
Тонконіг болотний в ботанічному саду Осло

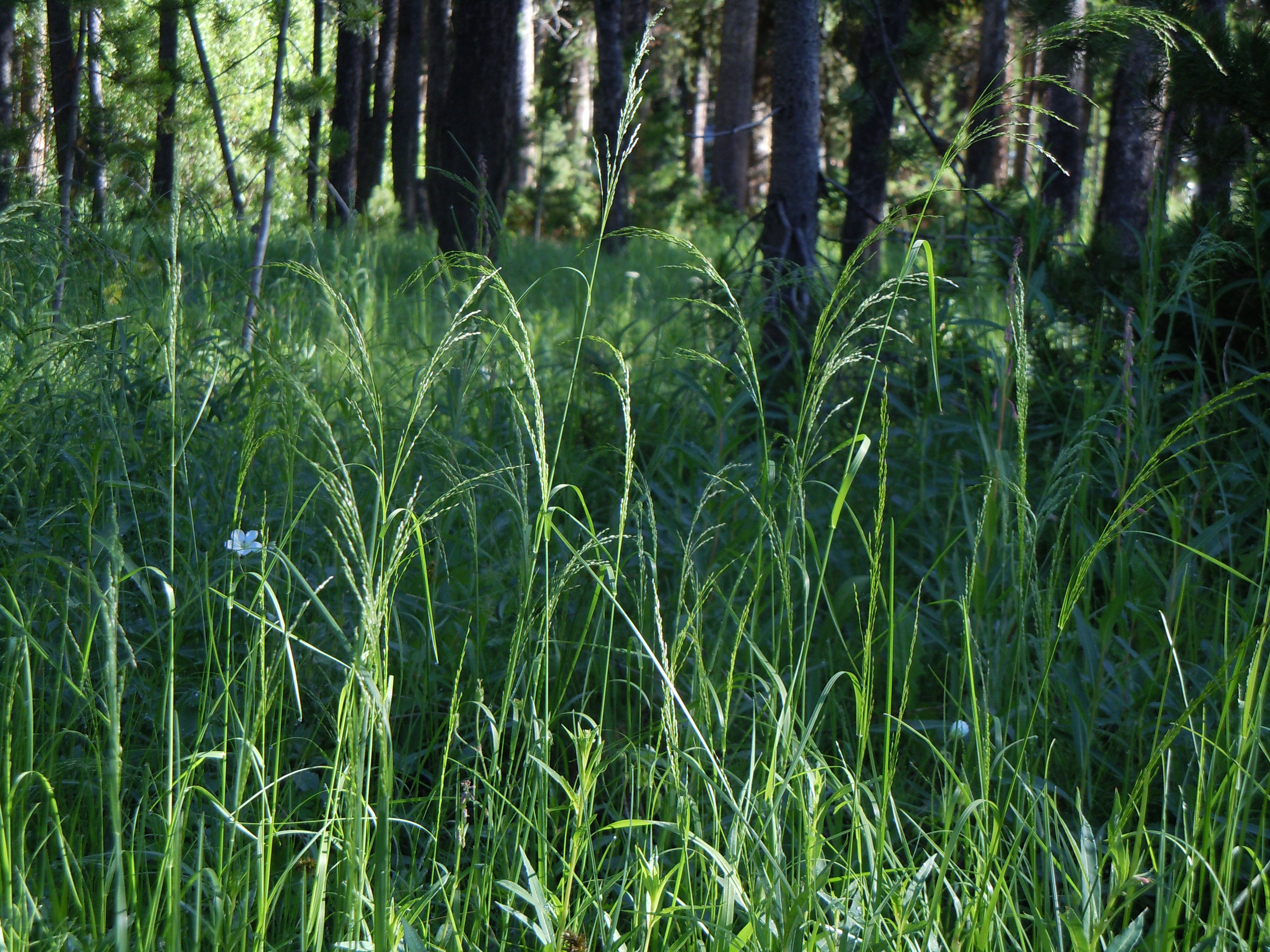
Тонконіг болотний у штаті Айдахо, США

Багаторічний злак, що утворює рихлі дерновини заввишки 25-90 (120) см. Стебла гладкі, верхній вузол розташований у верхній половині стебла. Листя завширшки 1-4 мм, плоскі, м'які, листова пластинка звичайно довше піхви. Язички верхніх листків завдовжки 2-3 мм. Суцвіття — розлога волоть з довгими шорсткими гілочками. Колоски завдовжки 3-5 мм, вісь колоска гола. Нижня квіткова луска по кілю і крайовим жилкам запушена. Пучок довгих звивистих волосків на калусі розвинений слабо. Запилення перехресне (вітрозапилення). Цвітіння і плодоношення — червень — серпень. Розмноження — насіннєве, вегетативне.
Вид, близький до тонконога дібровного (Poa nemoralis). Відрізняється довшим (0,1 — 0,3 см завдовжки) язичком листя і голою, але шорсткою віссю колоска.
Число хромосом — 2n = 28, 42.

## Поширення

### Природнийареал
- Азія
  - Західна Азія: Туреччина
  - Кавказ: Вірменія; Азербайджан; Грузія; Росія — Передкавказзя
  - Сибір: Східний Сибір, Західний Сибір
  - Середня Азія: Казахстан; Киргизстан; Туркменістан
  - Монголія: Монголія
  - Далекий Схід Росії
  - Китай: Аньхой, Хебей, Хейлунцзян, Хенань, Внутрішня Монголія, Синьцзян
  - Індійський субконтинент: Індія; Пакистан
- Європа
  - Північна Європа: Данія; Фінляндія; Норвегія; Швеція
  - Середня Європа: Австрія; Бельгія; Чехія; Німеччина; Угорщина; Нідерланди; Польща; Словаччина
  - Східна Європа: Білорусь; Естонія; Латвія; Литва; Молдова; Росія — європейська частина; Україна (вкл. Крим)
  - Південно-Східна Європа: Албанія; Болгарія; Хорватія; Греція (вкл. Крит); Італія; Румунія; Сербія; Словенія
  - Південно-Західна Європа: Франція
- Північна Америка
  - Субарктична Америка: Канада — Північно-західні території, Юкон; США — Аляска
  - Східна Канада: Нью-Брансвік, Ньюфаундленд, Нова Шотландія, Онтаріо, Острів Принца Едуарда, Квебек
  - Західна Канада: Альберта, Британська Колумбія, Саскачеван
  - Північний Схід США: Коннектикут, Індіана, Мен, Массачусетс, Мічиган, Нью-Гемпшир, Нью-Джерсі, Нью-Йорк, Огайо, Пенсільванія, Род-Айленд, Вермонт, Західна Вірджинія
  - Північний Центр США: Іллінойс, Айова, Міннесота, Міссурі, Небраска, Північна Дакота, Південна Дакота, Вісконсин
  - Північний Захід США: Колорадо, Айдахо, Монтана, Орегон, Вашингтон, Вайомінг
  - Південний Схід США: Делавер, Меріленд, Північна Кароліна, Теннессі, Вірджинія
  - Південний Центр США: Нью-Мексико
  - Південний Захід — Аризона, Каліфорнія, Невада, Юта

### Ареалнатуралізації
- Північна Америка
  - Південний Захід США — Каліфорнія
- Південна Америка
  - Аргентина

Культивується у США.

## Екологія
Зустрічається на луках, болотах, серед чагарників, в розріджених лісах, на прирічкових пісках і галечниках, біля доріг, в населених пунктах; до верхнього гірського пояса від півночі тайгової до субтропічної зони.

## Господарське значення
Кормова рослина. Використовується для влаштування газонів. Більш вологолюбний і світлолюбний, ніж тонконіг дібровний (Poa nemoralis).